# Cakir
Cakir (ros. Цакир) – wieś w Rosji, w Buriacji, w rejonie zakamieńskim. W 2010 liczyła 846 mieszkańców.